# 温菲尔德 (艾奥瓦州)
温菲尔德（英語：Winfield）是美国艾奥瓦州亨利县的一座城市。城市坐标为41°07′37″N 91°26′15″W / 41.127072°N 91.437392°W。根据美国人口调查局的数据，城市总面积为1.05平方英里（2.72平方），且全为陆地。
2010年美国人口普查显示，该地共有1,134人、437户、302个家庭，人口密度为1,080.0名居民每平方英里（417.0名居民每平方）；种族构成中，96.8%为白人、1.1%为非裔美国人、0.2%土著、0.5%亚裔、0.5%其他种族、0.9%为两个或以上种族混血；全市居民年龄中位数为39.4岁，男女性别比例分别为49.3%与50.7%。